# Betyg
Ett betyg är ett intyg eller ett omdöme, som ofta är graderat enligt en viss skala. De enskilda nivåerna på skalan kallas vitsord. Betyget innebär att kunskaper och färdigheter eller kvaliteten på en vara eller tjänst anses ligga på en viss nivå, eller minst på denna nivå.

## Betygsättningens historia
Keith Hoskin har argumenterat för att betygsättning av studenter utvecklades av professor William Farish och först implementerat av Cambridge universitet 1792. Den historieskrivningen har dock ifrågasatts av Christopher Stray, som menar att underlaget för den tesen inte är tillräckligt.

## Sedebetyg
Sedebetyg är en äldre benämning på icke ämnesbundet betyg i uppförande och ordning.

## Skolbetyg

### Finland
I Finland används på högre klasser i grundskolan och gymnasiet en sjugradig vitsordsskala 4–10, där 4 är underkänt, 9 berömligt och 10 utmärkt. I enskilda prov är skalan ofta mer finfördelad, med halva och fjärdedels vitsordssteg som uttrycks med +, - och ½ (vid sidan av själva poängsumman, som sällan antecknas annat än på själva provet). Betyg med vitsord för varje ämne utdelas i slutet av höst- och vårterminen, numera dock inte på de lägsta klasserna i grundskolan. I vissa skolor, t.ex. i Borgå, ges tre betyg, för höst-, vinter- och vårterminen.
Vid avslutad grundskola och avslutat gymnasium (liksom många andra läroinrättningar) får eleven ett avgångsbetyg, där utbildningen konstateras fullbordad och vitsorden för de olika ämnena anges. Om utbildningen avbryts eller det sammanvägda betyget inte skulle vara godkänt ges inte avgångsbetyg, utan ett intyg om avlagda studier.
Vid sidan av avgångsbetyget får gymnasieelever ett skilt studentbetyg med vitsorden från studentexamen. Vitsordsskalan är här en annan, från improbatur (underkänd) till laudatur. Vitsordens namn är (ifråga om approbatur, cum laude och laudatur) de samma som vid universiteten angett studier av olika omfattning i ett visst ämne.
Vid  högskolor och universitet har skalan förnyats. numera används allmänt samma skala som i yrkeshögskolorna, dvs. den sexgradiga skalan 0–5 (där 0 är underkänt). Skalan har dock varierat mellan olika utbildningar och olika kurser.

### Sverige
Skolbetygen i Sverige är A–F. Betygen A–E innebär att man uppnått kunskapskraven för ämnet, där A är den högsta nivån och E den lägsta. Betyget F betyder att man inte nått godkänd nivå inom ämnet. Detta betygssystem infördes från och med den årskull som gick 8:an på grundskolan och den kull som gick 1:an på gymnasiet läsåret 2011/2012. Sedan hösten 2012 ges betyg varje termin från hösten i grundskolans årskurs 6.
Betygen har varit föremål för omfattande offentlig debatt i Sverige sedan åtminstone 1960-talet.
Betygsförespråkarna menar bland annat att betyg finns för att mäta kunskaperna och om eleverna inte erhåller detta kvitto på uppnådda kunskaper minskar motivationen att studera. Skolbetygen har å andra sidan kritiserats, särskilt från politiskt vänsterhåll. Det har hävdats att elever ska studera för kunskapens skull och inte för att sorteras in i ett samhällsmaskineri, samt att det är osunt att små barn skall behöva konkurrera med varandra. 
Kritiken har lett till att man i svenska skolor inte får betyg förrän i årskurs sex. I ett internationellt perspektiv är det mycket sent. Från läsåret 2021/2022 så har skolor haft möjligheten kunna införa betyg från årskurs fyra om de vill men väldigt få skolor i Sverige har infört det.
Betyg fungerar dels som en återkoppling för den enskilde eleven och dels som ett urvalsinstrument för attraktiva utbildningar på gymnasie- och högskolenivå. Om betyg försvinner blir det nödvändigt att hitta andra metoder för att välja vilka som skall få åtråvärda utbildningsplatser. Tänkbara alternativ inkluderar examensprov, intagningsprov, intelligenstest, personlighetstest och intervjuer. Svårigheten att hitta alternativ som de flesta kan acceptera är sannolikt ett viktigt skäl till att betygen fortsätter att spela en viktig roll i det svenska utbildningssystemet.

## Betygsättning på akademisk nivå

### Sverige
Högskolor och universitet i Sverige bestämmer själva vilket betygssystem som skall användas. Vanligast är den tregradiga skalan: väl godkänt, godkänt och underkänt. Men andra skalor förekommer också. Vid juridisk fakultet och i ingenjörsutbildningar används ofta till exempel tre- eller fyra-gradiga skalor.
Flera lärosäten har gått över, eller har planer på att gå över till den sjugradiga ECTS-betygsskalan (European Credit Transfer System).
Det blir allt vanligare att endast godkänt eller inte godkänt används som kursbetyg, då pedagogiken kan påverkas negativt genom användning av värderande betyg. Det är också svårt att urskilja den enskilda studentens prestationer i grupparbeten eller under praktikperioder.
Vid avslutade studier vid universitet och högskolor utfärdas (på begäran) examensbevis.

## Betyg efter anställning
Efter att man varit anställd på ett företag kan man få ett omdöme. Detta kallas ibland betyg. Se arbetsintyg.

### Fotnoter
1. ↑  Postman, Neil (1992) (på engelska). New York: Alfred A. Knopf. sid. 13
2. ↑  Christopher Stray, "From Oral to Written Examinations: Cambridge, Oxford and Dublin 1700–1914," History of Universities 20:2 (2005), 94–95.
3. ↑  uppförandebetyg ne.se  [inloggning kan krävas]
4. ↑  Betygsskalan A-F Arkiverad 24 juni 2013 hämtat från the Wayback Machine., Skolverket, läst 25 juni 2013.
5. ↑  Betyg i årskurs 6, Skolverket, läst 25 juni 2013.